# Konferencja Episkopatu Niemiec
Konferencja Episkopatu Niemiec (niem. Deutsche Bischofskonferenz, DBK) – instytucja zrzeszająca biskupów niemieckiej części Kościoła katolickiego, posiadająca osobowość prawną.
Na podstawie własnego statutu do Konferencji Episkopatu Niemiec należą hierarchowie:
- kardynałowie i arcybiskupi metropolici
- biskupi ordynariusze
- biskupi sufragani
- biskupi tytularni
- biskupi koadiutorzy

Obecnie Konferencja Episkopatu Niemiec liczy 69 członków ze wszystkich niemieckich diecezji.

## Struktura Konferencji Episkopatu Niemiec
- Zebranie Plenarne (Die Vollversammlung) – posiedzenie wszystkich biskupów[1].
- Rada Stała (Der Ständige Rat) – w jej skład wchodzi 27 członków (po 1 z każdej diecezji)[2].
- Komisje (Die Bischöflichen Kommissionen) – powołane do określonych spraw.
- Sekretariat
- Przewodniczący Episkopatu Niemiec

### Przewodniczący

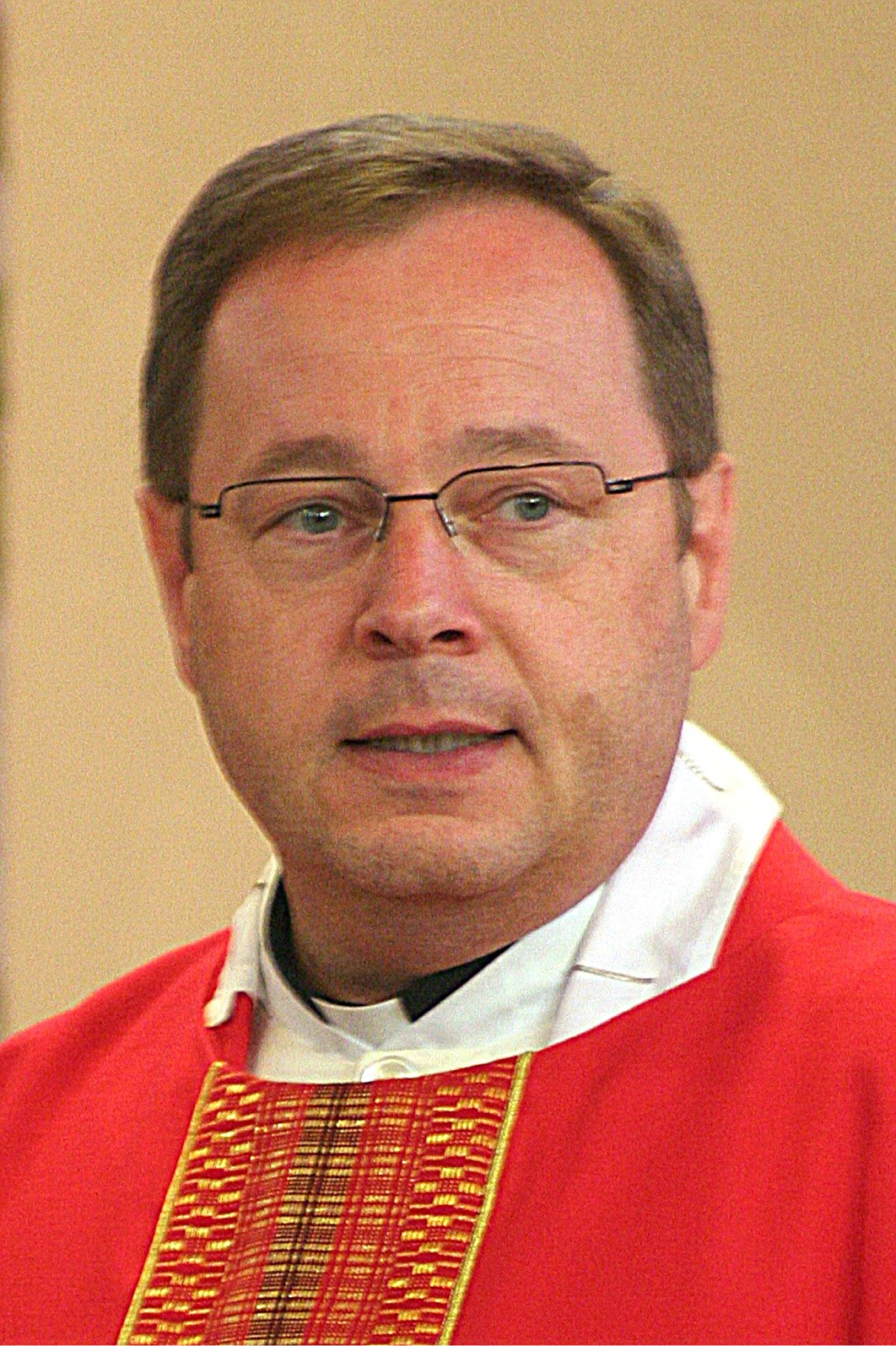
Georg Bätzing, przewodniczący DBK

Przewodniczącego Konferencji Episkopatu Niemiec wybiera się na sześć lat. Głosowanie, w którym biorą udział arcybiskupi i biskupi diecezjalni jest tajne.
- Fuldajska Konferencja Biskupów
  - 1848 kard. Johannes von Geissel, arcybiskup koloński
  - 1867–1883 kard. Paulus Melchers, arcybiskup koloński
  - 1884–1896 kard. Philipp Krementz, arcybiskup koloński
  - 1897–1913 kard. Georg von Kopp, książę-biskup wrocławski
  - 1914–1919 kard. Felix von Hartmann, arcybiskup koloński
  - 1920–1945 kard. Adolf Bertram, arcybiskup wrocławski
  - 1945–1965 kard. Joseph Frings, arcybiskup koloński
- Konferencja Episkopatu Niemiec
  - 1965–1976 kard. Julius Döpfner, arcybiskup monachijsko-fryzyngijski
  - 1976–1987 kard. Joseph Höffner, arcybiskup koloński
  - 1987–2008 kard. Karl Lehmann, biskup moguncki
  - 2008–2014 abp Robert Zollitsch, arcybiskup fryburski
  - 2014–2020 kard. Reinhard Marx, arcybiskup monachijsko-fryzyngijski
  - od 2020 bp Georg Bätzing, biskup Limburga

### Komisje
Obecnie konferencja składa się z 14 komisji:
- Doktryny i Wiary
  - przewodniczący: bp Franz-Josef Overbeck
- Kontaktów Ekumenicznych
  - przewodniczący: bp Gerhard Feige
- Pastoralna
  - przewodniczący: bp Peter Kohlgraf
- Ds. Księży, Życia Konsekrowanego i Świeckich
  - przewodniczący: bp Michael Gerber
- Liturgii
  - przewodniczący: bp Stephan Ackermann
- Społeczna i ds. Społecznych
  - przewodniczący: bp Heiner Wilmer
- Edukacji i Szkolnictwa
  - przewodniczący: bp Heinrich Timmerevers
- Nauki i Kultury
  - przewodniczący: kard. Rainer Woelki
- Ds. Mediów
  - przewodniczący: kard. Reinhard Marx
- Stosunków Zagranicznych z Kościołami
  - przewodniczący: bp Bertram Meier
- Małżeństwa i Rodziny
  - przewodniczący: abp Heiner Koch
- Ds. Młodzieży
  - przewodniczący: bp Johannes Wübbe
- Ds. Imigrantów
  - przewodniczący: abp Stefan Heße
- Charytatywna
  - przewodniczący: abp Stephan Burger

### Sekretarze Generalni Konferencji
- 1966–1971 prał. Karl Forster
- 1972–1983 prał. Josef Homeyer
- 1983–1996 prał. Wilhelm Schätzler
- 1996–2020 prał. Hans Langendörfer